# Адио, Рио
„Адио, Рио“ е български игрален филм (комедия) от 1989 година на режисьора Иван Андонов, по сценарий на Марко Стойчев. Оператор е Красимир Костов. Музиката във филма е композирана от Кирил Маричков.

## Сюжет
Арх. Стоев спечелва конкурс за проект в Рио де Жанейро. Всичко върви добре, докато той не разбира, че директорът му ще замине вместо негов способен колега. Измъчван от угризения как да постъпи и подтикван от жена си да избере пътуването вместо да се откаже, той най-накрая склонява. Връщайки се у дома, върху колата му пада един труп. Каквито и опити да прави, не може да се отърве от този труп. Постепенно архитектът разбира, че и други хора имат същия проблем. Оказва се, че това е трупът на някогашната им чиста съвест и всеки се сдобива с него, когато започне да лъже или отстъпва от принципите и истината.

## Състав

### Актьорски състав
| В ролите:                         |                                       |
| Роля                              | Изпълнител                            |
| --------------------------------- | ------------------------------------- |
| Архитект Стоев                    | Филип Трифонов                        |
| Елена (Лена), съпругата на Стоев  | Ваня Цветкова                         |
| Стажантът следовател Чочо         | Петър Попйорданов                     |
| Доцент Гошо Попрусков, анатом     | Георги Мамалев                        |
| директорът Станчо Коев            | Никола Рударов                        |
| Съседът Бай Слави                 | Георги Русев                          |
| Дъщерята Вера                     | Наталия Дончева (като Натали Дончева) |
| Книжарката Тъки                   | Надя Тодорова                         |
| Любопитната Неда                  | Латинка Петрова                       |
| Трупът                            | Венцислав Илиев                       |
| Съпругата на началника Дочка      | Катя Чукова                           |
| бай Дончо маргаджията             | Никола Тодев                          |
| Стефан                            | Димитър Горанов                       |
| Келнерът                          | Павел Поппандов                       |
| Следователят                      | Анани Явашев                          |
| Санитар                           | Иван Григоров                         |
| Старшината                        | Калин Арсов                           |
| Стефанова                         | Кина Дашева                           |
| Свещеник                          | Атанас Божинов (некредитиран)         |
| Гледачка                          | Сия Главанакова                       |
| Непознат                          | Станчо Станчев                        |
| Управител                         | Златина Дончева                       |
| Боклукчия                         | Стефан Бобадов                        |
| В епизодите:                      |                                       |
| Антония Драгова (като Т. Драгова) |                                       |
| Кина Мутафова (като К. Мутафова)  |                                       |
| Рени Китанова (като Р. Китанова)  |                                       |
| В. Борисов                        |                                       |
| В. Тошев                          |                                       |
| В. Вулпе                          |                                       |
| Стела Арнаудова (некредитирана)   |                                       |
| С. Петкова                        |                                       |

### Творчески и технически екип
| Сценарий              | Марко Стойчев                                                                                                  |
| Режисьор              | Иван Андонов                                                                                                   |
| Оператор              | Красимир Костов                                                                                                |
| Редактор              | Веселин Бранев                                                                                                 |
| Монтаж                | Надежда Ценова                                                                                                 |
| Звукорежисьор         | Людмила Махалнишка                                                                                             |
| Музика                | Кирил Маричков                                                                                                 |
| Художник              | Мария Иванова                                                                                                  |
| Директор              | Иван Петков |
| Костюми               | Биляна Костова                                                                                                 |
| Втори режисьор        | Лили Станишева                                                                                                 |
| Втори оператори       | Георги Тренев Илия Вучков                                                                                      |
| Грим                  | Лефтера Недева                                                                                                 |
| Скриптър              | Захарина Гривева                                                                                               |
| Асистент-режисьор     | Марияна Карчева                                                                                                |
| Асистент-оператори    | Асен Огнянов Румен Златинов Симеон Кръстев                                                                     |
| Втори художници       | Валентина Българанова Екатерина Василева                                                                       |
| Асистент-монтажисти   | Дария Гелинова Даниела Кирязова                                                                                |
| Тонтехници            | Пламен Соклев Любомир Луканов                                                                                  |
| Реквизит              | Любомир Попов Ангел Ангелов                                                                                    |
| Гардероб              | Фани Дадова |
| Фотограф              | Гергана Бобчева                                                                                                |
| Грим                  | Катя Симова |
| Цветен четец          | Евгения Якимова                                                                                                |
| Осветление            | Илиян Стоянов Костадин Костадинов Антон Андонов Флориян Пенев Франц Аргиров Юри Моллов                         |
| Комбинирани снимки    | Тотьо Начев |
| График                | Владимир Колев                                                                                                 |
| Фотонабор             | Димитър Гъркинов                                                                                               |
| Административна група | Ангел Митев Людмил Йорданов Лена Николова Евгения Манолова Ана Кабова                                          |
| Distributed by        | Българска кинематография Студия за игрални филми „Бояна“ Творчески колективи „ХЕМУС“ и „АЛФА“ Copyright © 1989 |